# Adam Peška
Adam Peška (8 de abril de 1997) es un deportista checo que compite en bochas adaptadas. Ganó una medalla de oro en los Juegos Paralímpicos de Tokio 2020, en la prueba individual mixto (clase BC3).

## Palmarés internacional
| Juegos Paralímpicos | Juegos Paralímpicos | Juegos Paralímpicos | Juegos Paralímpicos  |
| Año                 | Lugar               | Medalla             | Prueba               |
| ------------------- | ------------------- | ------------------- | -------------------- |
| 2020                | Tokio (Japón)       | Medalla de oro      | Individual BC3 mixto |